# Vien de Nus
Le Vien de Nus est un cépage de cuve noir.
Le cépage est cultivé en vallée d'Aoste dans une zone entre les communes d'Avise et de Donnas. Son nom fait référence à la commune de Nus.
Le vin est bien coloré et est utilisé en cuvée dans les vins DOC Arnad-Montjovet, Donnas, Enfer d'Arvier et Torrette.
Le vien de Nus fait partie d'une famille de cépages typiques des régions alpines du Valais et de la vallée d'Aoste. Les autres cépages sont le bonda, le completer, le Cornalin d'Aoste (ou humagne rouge), le cornalin du Valais, le crovassa, le durize, l'eyholzer, le fumin, le goron de Bovernier, l'himbertscha, l'humagne blanche, le lafnetscha, le mayolet, le ner d'Ala, la petite arvine, le petit-rouge, le planscher, le premetta (ou prié rouge), le prié blanc, le rèze, le roussin, le roussin de Morgex et le vuillermin.

## Cycle végétatif
Les valeurs ont été relevées entre 1994 et 1998 dans le hameau d'Hospice à une altitude de 600 m NN en exposition sud:
- Débourrement: 7 avril
- Floraison: 3 juin
- Véraison: 15 aout
- Maturation: 22 octobre

Synonymes: gros rouge, gros rodzo, gros vien, gros vien de Nus, oriou gros
Origine: cépage autochtone provenant de la vallée d'Aoste